# マカダミア油

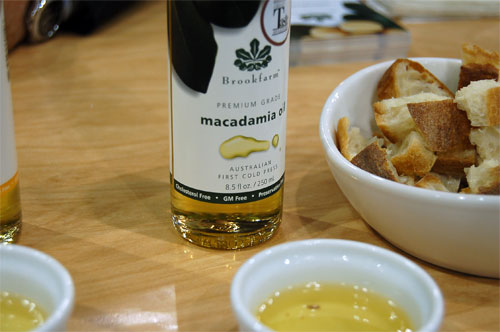
ボトルと皿に入ったマカダミア油

マカダミア油(Macadamia oil)は、オーストラリア原産のマカダミアの殻果から抽出される不揮発性油である。揚げ物やサラダの調理に用いられる他、保湿剤や芳香定着剤として化粧品の調剤に用いられる。

## 化学組成
マカダミア油は、約60%のオレイン酸、約19%のパルミトレイン酸、1-3%のリノール酸、1-2%のα-リノレン酸を含む。ほぼ等量のω-6脂肪酸とω-3脂肪酸を含むものもある。マカダミアは、世界中の様々な場所で栽培されているが、その油の脂肪酸組成は、環境要因にはほとんど影響されない。マカダミア油は、植物のトリグリセリド油に典型的な性質を持つ。また、多価不飽和脂肪の含有割合が低いため、非常に安定である。

## 物理的性質
マカダミア油は、室温では液体である。精製された油は透明でわずかに琥珀色で、若干のナッツのような匂いである。完全に透明にすることは可能であるが、ナッツのような匂いは残る。

## 食品への利用
マカダミア油は、オーストラリア料理では良く用いられる。熱容量が大きいことから、揚げ物用の油に適している。食用油として、マカダミア油のいくつかの性質が重要な役割を果たしている。
- 最大85%の一不飽和脂肪酸を含む。
- 常温での賞味期限が1から2年である。
- 発煙点が210℃である。

マカダミア油は、オリーブ油よりも多くのオレイン酸を含む。抗炎症作用により、記憶と喘息に効果がある。

## 化粧品への利用
マカダミア油の柔らかい肌触りと高い酸化安定性のため、ヘビークリームや日焼け剤に特に適している。化粧品に用いられるマカダミア油誘導体には、マカデミアナッツ脂肪酸エチルや水に可溶なPEG-16マカダミアグリセリドがある。
マカダミア油は、ミンク油の代替として適しており、髪の毛にも用いられる。
化粧品原料国際命名法におけるマカダミア油の名前は、macadamia ternifolia seed oilである。